# Oxyethira klingstedti
Oxyethira klingstedti är en nattsländeart som beskrevs av Nybom 1983. Oxyethira klingstedti ingår i släktet Oxyethira och familjen smånattsländor. Arten är reproducerande i Sverige. Inga underarter finns listade i Catalogue of Life.